# Bothrocarina microcephala
Bothrocarina microcephala és una espècie de peix de la família dels zoàrcids i de l'ordre dels perciformes.

## Morfologia
- Els mascles poden assolir 50 cm de longitud total i 860 g de pes.[4][5]

## Hàbitat
És un peix marí i d'aigües profundes que viu entre 0-1.950 m de fondària.

## Distribució geogràfica
Es troba des del nord de Hokkaido (el Japó), i a través del Mar d'Okhotsk, fins al nord de les Illes Kurils.

## Observacions
És inofensiu per als humans.